# ماهیچه‌پار
گروهی از ماهیچه‌ها که عمدتاً توسط فیبرهای حرکتی یک ریشه عصبی عصب‌دهی می‌شوند، ماهیچه‌پار یا میوتوم (myotome) نامیده می‌شوند.
به عبارت دیگر ماهیچه‌پار گروهی از ماهیچه‌ها هستند که آوَران‌های (afferents) یک عصب نخاعی آنها را عصب‌دهی می‌کند.
از حدود روز بیستم تا سی‌ام، برای جنین به عنوان مرحله پیدایش تن‌پار (سومیت) شناخته می‌شود. تن‌پارها برجستگی‌هایی در اطراف لوله عصبی هستند که از پاراگزیال میان‌پوست به وجود می‌آیند.
با آغاز هفته چهارم، تن‌پارها به سلول‌های استخوان‌پار (اسکلروتوم، سازنده غضروف‌ها و استخوان‌ها) و ماهیچه‌پار پوستی (درمومیوتوم) بدل می‌شوند. پوست‌ماهیچه‌پارها نیز نهایتاً به سلول‌های ماهیچه‌پار و پوست‌پار (درماتوم، لایه پوست میانی) بدل می‌شوند.